# Flora of North America
A Flora of North America North of Mexico (általánosan használt nevén FNA) egy többkötetes munka, mely Észak-Amerika őshonos növényeit sorolja fel. A Flora nagy része már online is elérhető. A tervek szerint elkészültekor 30 kötetes lesz, és Mexikótól északra az egész flóráját leírja majd.
A könyv több mint 800 szerző közös munkájának eredményeképp jön létre, akik az interneten keresztül tartják a kapcsolatot.

## Külső hivatkozások
- Flora of North America — Homepage